# Reprezentacja Norwegii na Mistrzostwach Świata w Narciarstwie Klasycznym 2007
Reprezentacja Norwegii na Mistrzostwach Świata w Narciarstwie Klasycznym 2007 liczyła 33 sportowców. Reprezentacja ta zdobyła 16 medali, w tym 5 złotych, dzięki czemu zajęła 1. miejsce (przed reprezentacją Finlandii i reprezentacją Niemiec) w klasyfikacji medalowej.

## Medale

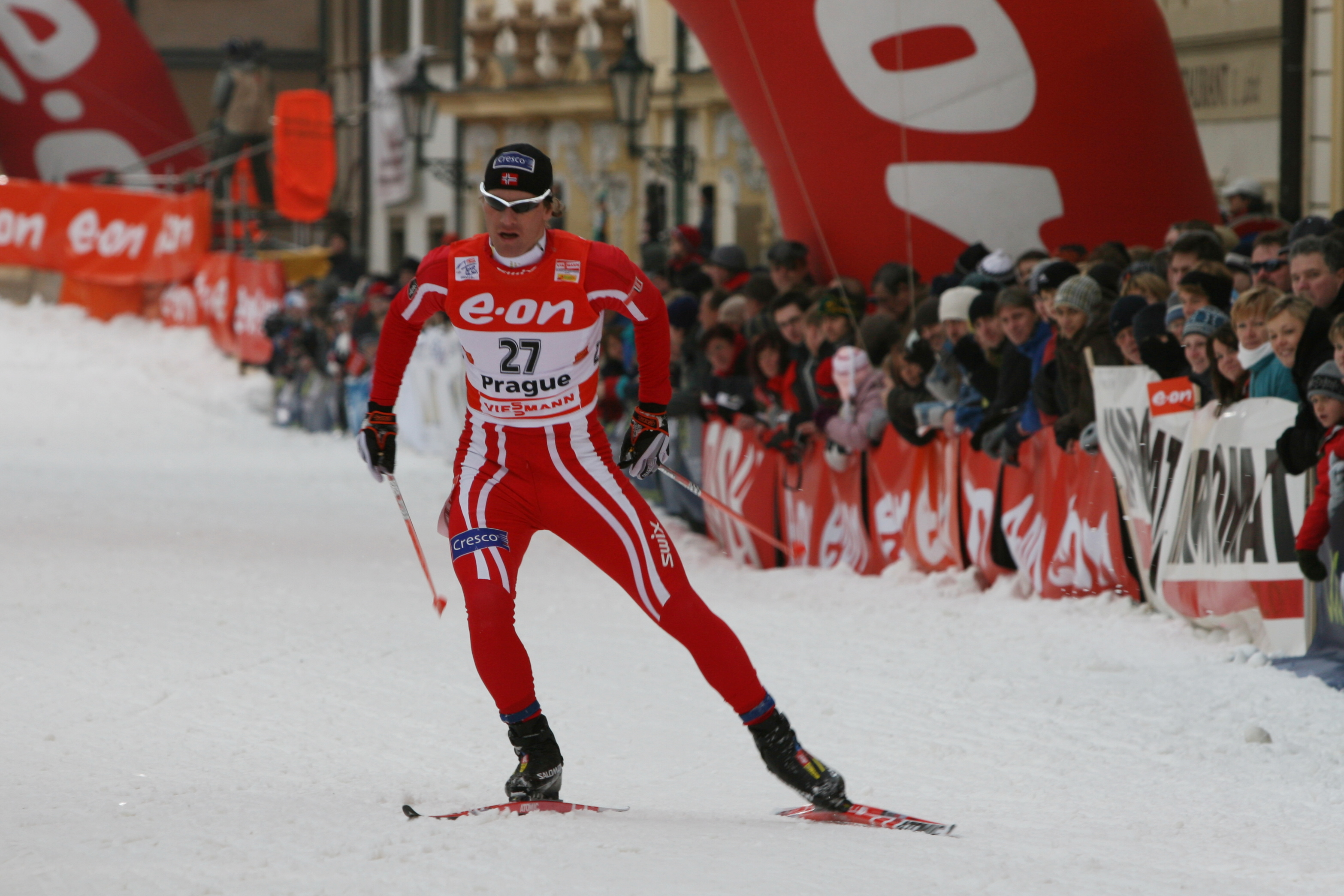
Jens Arne Svartedal

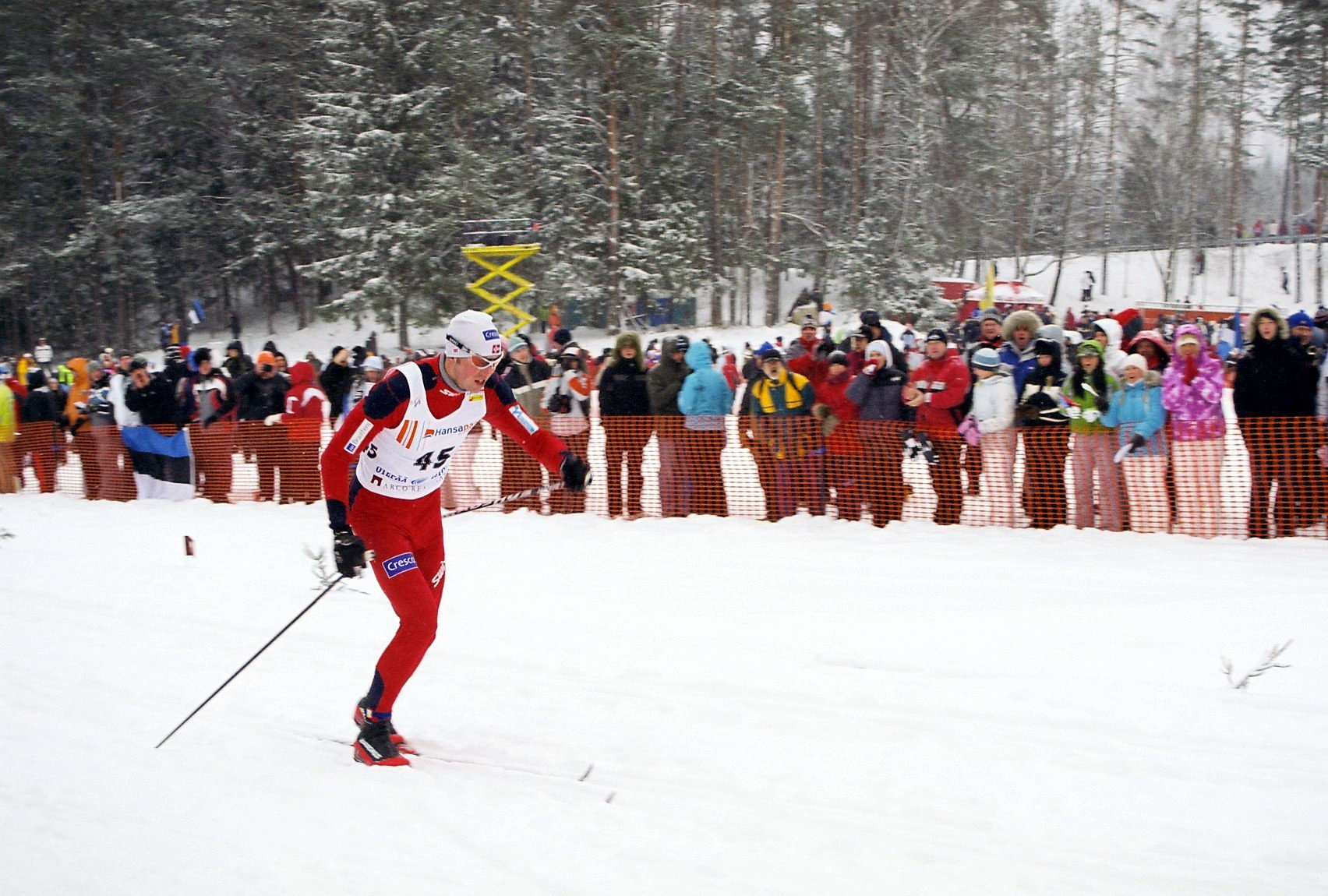
Frode Estil

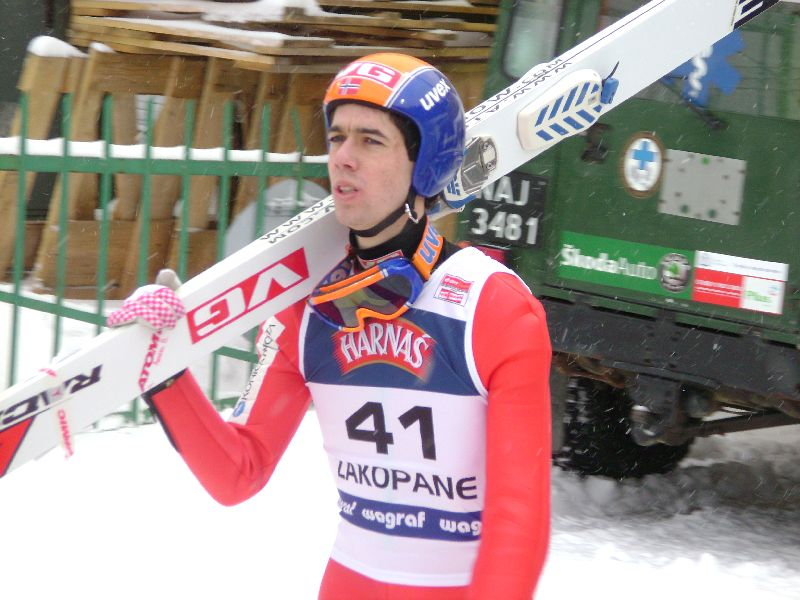
Anders Bardal

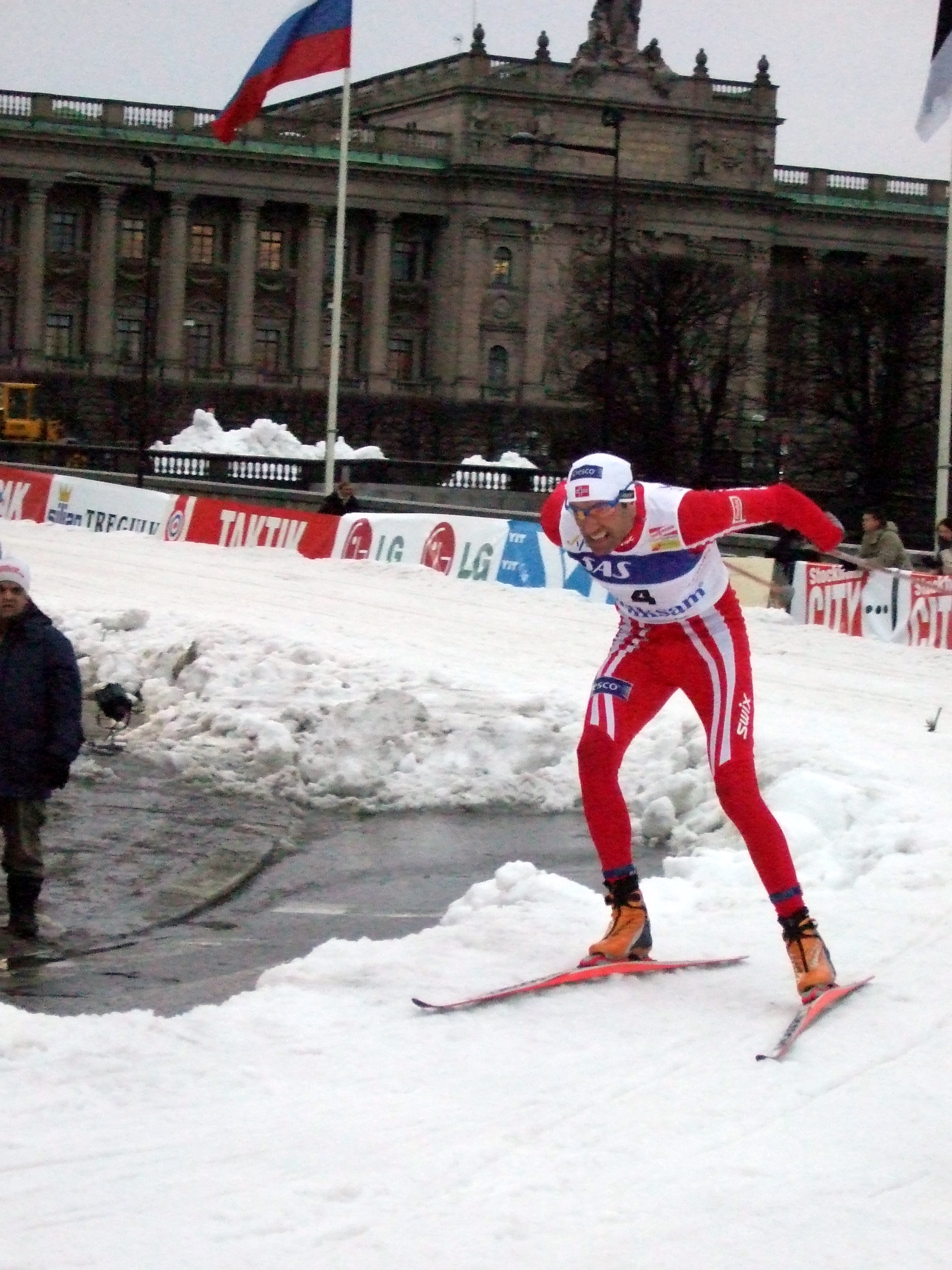
Odd Bjørn Hjelmeset

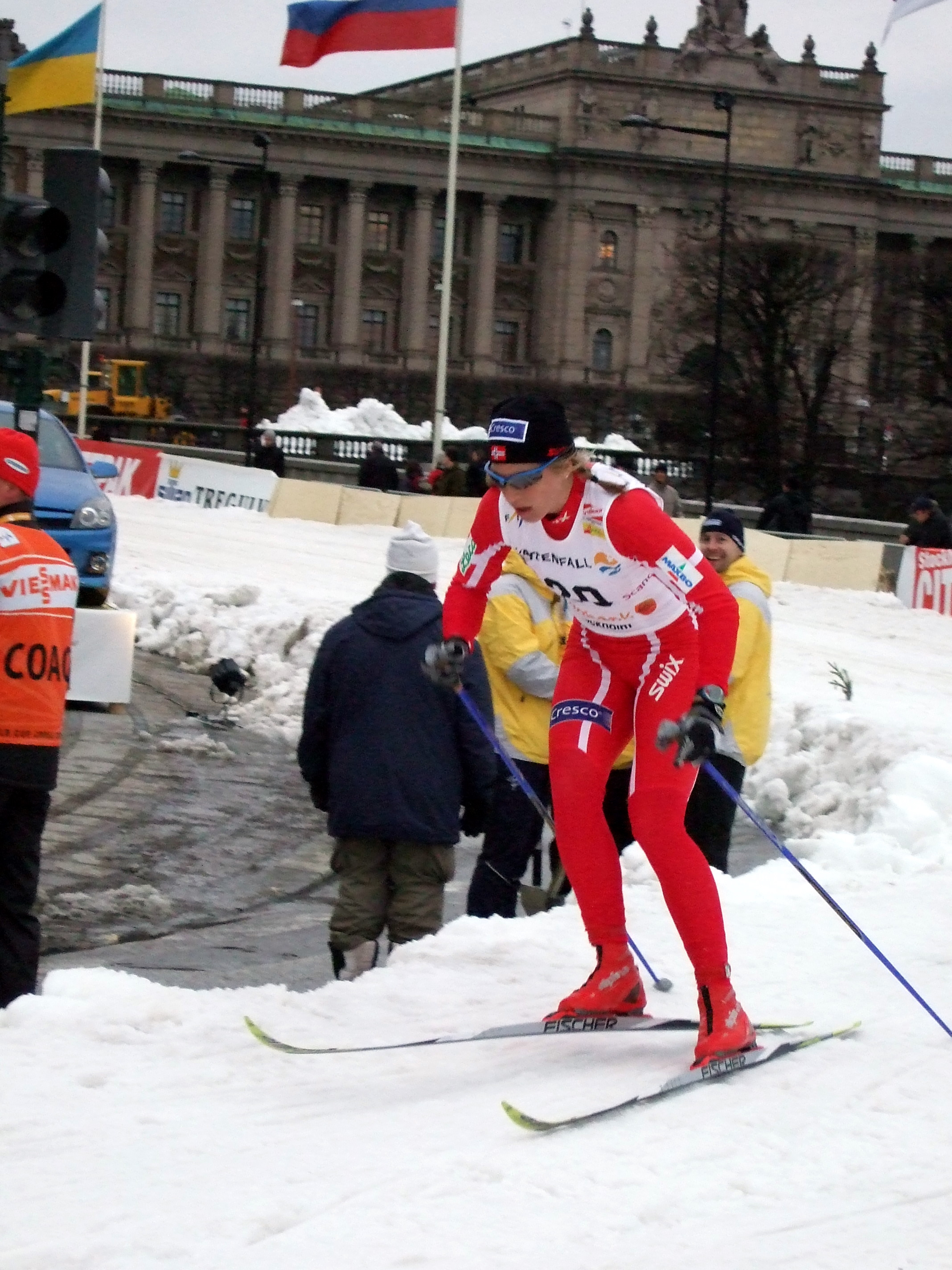
Astrid Jacobsen

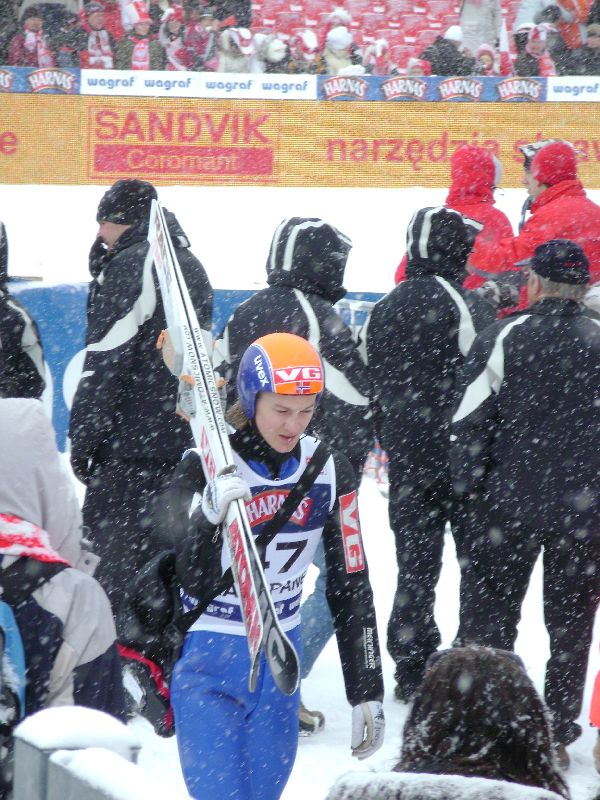
Tom Hilde

### Złote medale
- Biegi narciarskie mężczyzn, sprint: Jens Arne Svartedal
- Biegi narciarskie mężczyzn, 15 km: Lars Berger
- Biegi narciarskie mężczyzn, 50 km: Odd-Bjørn Hjelmeset
- Biegi narciarskie mężczyzn, sztafeta 4 × 10 km: Eldar Rønning, Odd-Bjørn Hjelmeset, Lars Berger, Petter Northug
- Biegi narciarskie kobiet, sprint: Astrid Jacobsen

### Srebrne medale
- Biegi narciarskie mężczyzn, 50 km: Frode Estil
- Biegi narciarskie kobiet, 30 km: Kristin Størmer Steira
- Kombinacja norweska, sprint 7,5 km: Magnus Moan
- Skoki narciarskie, duża skocznia drużynowo: Tom Hilde, Anders Bardal, Anders Jacobsen, Roar Ljøkelsøy

### Brązowe medale
- Biegi narciarskie mężczyzn, sprint: Eldar Rønning
- Biegi narciarskie kobiet, sprint drużynowy: Astrid Jacobsen, Marit Bjørgen
- Biegi narciarskie kobiet, 15 km: Kristin Størmer Steira
- Biegi narciarskie kobiet, 30 km: Therese Johaug
- Biegi narciarskie kobiet, sztafeta 4 × 5 km: Vibeke Skofterud, Marit Bjørgen, Kristin Størmer Steira, Astrid Jacobsen
- Kombinacja norweska, kombinacja drużynowa: Håvard Klemetsen, Espen Rian, Petter Tande, Magnus Moan
- Skoki narciarskie, duża skocznia indywidualnie: Roar Ljøkelsøy

## Wyniki

### Biegi narciarskie mężczyzn
Sprint
- Jens Arne Svartedal – 1. miejsce, złoty medal
- Eldar Rønning – 3. miejsce, brązowy medal
- Odd-Bjørn Hjelmeset – 7. miejsce
- Tor Arne Hetland – 18. miejsce

Sprint drużynowy
- Tor Arne Hetland, Petter Northug – 7. miejsce

Bieg na 15 km
- Lars Berger – 1. miejsce, złoty medal
- Ole Einar Bjørndalen – 13. miejsce
- Frode Estil – 14. miejsce
- Petter Northug – 24. miejsce

Bieg na 30 km
- Petter Northug – 5. miejsce
- Eldar Rønning – 12. miejsce
- Frode Estil – 17. miejsce
- Simen Østensen – nie ukończył

Bieg na 50 km
- Odd-Bjørn Hjelmeset – 1. miejsce, złoty medal
- Frode Estil – 2. miejsce, srebrny medal
- Anders Aukland – 16. miejsce
- Jens Arne Svartedal – 19. miejsce
- Eldar Rønning – 27. miejsce

Sztafeta 4 × 10 km
- Eldar Rønning, Odd-Bjørn Hjelmeset, Lars Berger, Petter Northug – 1. miejsce, złoty medal

### Biegi narciarskie kobiet
Sprint
- Astrid Jacobsen – 1. miejsce, złoty medal
- Marit Bjørgen – 10. miejsce
- Ella Gjømle – 21. miejsce
- Vibeke Skofterud – 33. miejsce

Sprint drużynowy
- Astrid Jacobsen, Marit Bjørgen – 3. miejsce, brązowy medal

Bieg na 10 km
- Kristin Størmer Steira – 4. miejsce
- Kristin Mürer Stemland – 19. miejsce
- Vibeke Skofterud – 21. miejsce
- Marit Bjørgen – 22. miejsce

Bieg na 15 km
- Kristin Størmer Steira – 3. miejsce, brązowy medal
- Marit Bjørgen – 12. miejsce
- Vibeke Skofterud – 13. miejsce
- Betty-Ann Bjerkreim Nilsen – 20. miejsce

Bieg na 30 km
- Kristin Størmer Steira – 2. miejsce, srebrny medal
- Therese Johaug – 3. miejsce, brązowy medal
- Marit Bjørgen – 9. miejsce
- Vibeke Skofterud – 17. miejsce
- Betty-Ann Bjerkreim Nilsen – nie ukończyła

Sztafeta 4 × 5 km
- Vibeke Skofterud, Marit Bjørgen, Kristin Størmer Steira, Astrid Jacobsen – 3. miejsce, brązowy medal

### Kombinacja norweska
Sprint HS 134 / 7,5 km
- Magnus Moan – 2. miejsce, srebrny medal
- Petter Tande – 6. miejsce
- Espen Rian – 15. miejsce
- Håvard Klemetsen – 19. miejsce

HS 100 / 15,0 km metodą Gundersena
- Espen Rian – 8. miejsce
- Magnus Moan – 10. miejsce
- Petter Tande – 13. miejsce
- Håvard Klemetsen – 16. miejsce

Kombinacja drużynowa
- Håvard Klemetsen, Espen Rian, Petter Tande, Magnus Moan – 3. miejsce, brązowy medal

### Skoki narciarskie
Normalna skocznia indywidualnie HS 100
- Roar Ljøkelsøy – 4. miejsce
- Anders Jacobsen – 7. miejsce
- Anders Bardal – 16. miejsce
- Tom Hilde – 21. miejsce

Duża skocznia indywidualnie HS 134
- Roar Ljøkelsøy – 3. miejsce, brązowy medal
- Tom Hilde – 12. miejsce
- Anders Jacobsen – 14. miejsce
- Sigurd Pettersen – 27. miejsce

Duża skocznia drużynowo HS 134
- Tom Hilde, Anders Bardal, Anders Jacobsen, Roar Ljøkelsøy – 2. miejsce, srebrny medal